# Sinking Spring (Ohio)
Sinking Spring és una població dels Estats Units a l'estat d'Ohio. Segons el cens del 2000 tenia 158 habitants.

## Demografia
Segons el cens del 2000, Sinking Spring tenia 158 habitants, 57 habitatges, i 44 famílies. La densitat de població era de 129,8 habitants per km².
Dels 57 habitatges en un 45,6% hi vivien nens de menys de 18 anys, en un 61,4% hi vivien parelles casades, en un 12,3% dones solteres, i en un 21,1% no eren unitats familiars. En el 17,5% dels habitatges hi vivien persones soles el 15,8% de les quals corresponia a persones de 65 anys o més que vivien soles. El nombre mitjà de persones vivint en cada habitatge era de 2,77 i el nombre mitjà de persones que vivien en cada família era de 3,04.
Per edats la població es repartia de la següent manera: un 27,8% tenia menys de 18 anys, un 8,9% entre 18 i 24, un 34,8% entre 25 i 44, un 15,2% de 45 a 60 i un 13,3% 65 anys o més.
L'edat mediana era de 32 anys. Per cada 100 dones de 18 o més anys hi havia 83,9 homes.
La renda mediana per habitatge era de 38.750 $ i la renda mediana per família de 47.500 $. Els homes tenien una renda mediana de 38.333 $ mentre que les dones 21.875 $. La renda per capita de la població era de 15.089 $. Aproximadament el 7,7% de les famílies i el 7,7% de la població estaven per davall del llindar de pobresa.

## Poblacions més properes
El següent diagrama mostra les poblacions més properes.